# Episodi de La mamma è sempre la mamma (seconda stagione)
La seconda stagione della serie televisiva La mamma è sempre la mamma è stata trasmessa in anteprima negli Stati Uniti d'America dalla NBC tra il 29 settembre 1983 e il 7 aprile 1984.
| nº | Titolo originale            | Titolo italiano | Prima TV USA      | Prima TV Italia |
| -- | --------------------------- | --------------- | ----------------- | --------------- |
| 1  | Flaming Forties             |                 | 29 settembre 1983 |                 |
| 2  | The Return of Leonard Oates |                 | 13 ottobre 1983   |                 |
| 3  | Country Club                |                 | 20 ottobre 1983   |                 |
| 4  | Naomi and the Stork         |                 | 27 ottobre 1983   |                 |
| 5  | Rashomama                   |                 | 3 novembre 1983   |                 |
| 6  | Obscene Call                |                 | 10 novembre 1983  |                 |
| 7  | Ellen's Boyfriend           |                 | 17 novembre 1983  |                 |
| 8  | Aunt Gert Rides Again       |                 | 1º dicembre 1983  |                 |
| 9  | Amateur Night               |                 | 8 dicembre 1983   |                 |
| 10 | The Mama Who Came to Dinner |                 | 22 dicembre 1983  |                 |
| 11 | Mama Learns to Drive        |                 | 7 gennaio 1984    |                 |
| 12 | Black Belt Mama             |                 | 14 gennaio 1984   |                 |
| 13 | Mama Buys a Car             |                 | 21 gennaio 1984   |                 |
| 14 | Supermarket                 |                 | 4 febbraio 1984   |                 |
| 15 | No Room at the Inn          |                 | 11 febbraio 1984  |                 |
| 16 | Mama for Mayor (Part 1)     |                 | 18 febbraio 1984  |                 |
| 17 | Mama for Mayor (Part 2)     |                 | 25 febbraio 1984  |                 |
| 18 | Harper Versus Harper        |                 | 10 marzo 1984     |                 |
| 19 | Mama's Birthday             |                 | 17 marzo 1984     |                 |
| 20 | Mama Cries Uncle            |                 | 24 marzo 1984     |                 |
| 21 | Ask Aunt Fran               |                 | 31 marzo 1984     |                 |
| 22 | A Grave Mistake             |                 | 7 aprile 1984     |                 |